# 완전 범죄 (1970년 영화)
《완전 범죄》(이탈리아어: Indagine su un cittadino al di sopra di ogni sospetto)는 1970년 개봉한 이탈리아의 범죄 드라마 영화이다. 엘리오 페트리가 감독과 공동각본을 맡았다. 1970 아카데미 외국어 영화상·1970 칸 영화제 그랑프리 수상작이다.

## 줄거리 요약
최근에 승진한 경찰 경감 "일 도토레"(이탈리아어로 "의사"라는 뜻의 이탈리아 경칭)는 자신의 정부를 살해하고 범죄 연루를 은폐한다. 그는 수사에 개입하여 부하 경찰관들이 그 여자의 동성애자 남편과 학생 좌익 급진주의자를 포함한 일련의 다른 용의자들에게 방향을 틀도록 단서를 심는다. 그런 다음 그는 다른 용의자들을 무죄로 만들고 수사관들을 자신에게로 이끌어 자신이 "혐의 이상"이며 조사 중에도 어떤 일이든 벗어날 수 있다는 것을 증명한다.
극단적인 권력의 위치와 권위의 역할에 대한 확고한 신념으로 인해 생긴 그의 개인적인 신경증은 결국 그를 모든 가능한 증거로 자신을 고발하려 들게 만든다. 피해자의 아파트에 있었던 유일한 증인인 아나키스트 안토니오 파체는 권력의 본질적인 범죄적 본성을 증명하기 위해 그를 고발하기를 거부한다("범죄자가 억압을 주도한다니, 완벽해!"). 도토레는 결국 권위의 본질을 전복시키지 않기 위해 필사적으로 상사들 앞에서 범죄를 자백하지만, 그들 모두는 그를 믿기를 거부하고 경찰청장의 승인하에 그에게 자백을 철회하도록 강요한다.
그의 집에서 이루어진 심문은 드림 시퀀스로 밝혀지고, 그가 깨어나자 청장과 다른 동료들이 실제로 그의 집에 도착한다. 그러나 그들의 대결 결과는 밝혀지지 않으며, 영화는 프란츠 카프카의 역설적인 권력의 본성에 대한 인용문으로 끝난다.

## 출연

### 주연
- 지안 마리아 볼론테

### 조연
- 플로린다 볼컨
- 오라지오 올랜도
- 세르지오 트라몬티
- 아르투로 도미니치

## 기타
- 의상: 안젤라 샘마치치아